# Giuseppe Garibaldi (C 551)
El portaaviones Giuseppe Garibaldi fue el buque insignia de la marina militar italiana. Fue botado en 1983 por la empresa Fincantieri y fue, hasta mayo de 2008, la única unidad activa de su clase en la actualidad y en la historia de la marina, ya que está previsto que en esa fecha sea comisionado el nuevo portaaviones Cavour. Actualmente opera desde la base naval de Tarento. Se espera que sea reemplazado por el nuevo LHD Trieste (L9890), que ya se encuentra realizando sus pruebas de mar.
Durante la Segunda Guerra Mundial fueron construidos dos portaaviones, el Aquila y el Sparviero, pero el rápido avance aliado y la caída del régimen fascista hicieron que nunca entraran en servicio activo. 

## Historia
Durante la historia de la Marina italiana, además del portaaviones, han existido varios buques con el nombre del famoso militar italiano, Giuseppe Garibaldi:
- Una fragata de 1861.
- Un crucero acorazado de 1901 de la Clase Giuseppe Garibaldi.
- Un crucero ligero de 1933.
- Un crucero de 1961.

El portaaviones C 551 fue encargado en 1981, pese a que las imposiciones derivadas de los tratados de paz de la Segunda Guerra Mundial impedían a Italia poseer un portaaviones (razón por la cual no fueron adquiridos los aviones de inmediato). La botadura se produjo en junio de 1983 y la entrega oficial a la marina en septiembre de 1985.

## Características principales

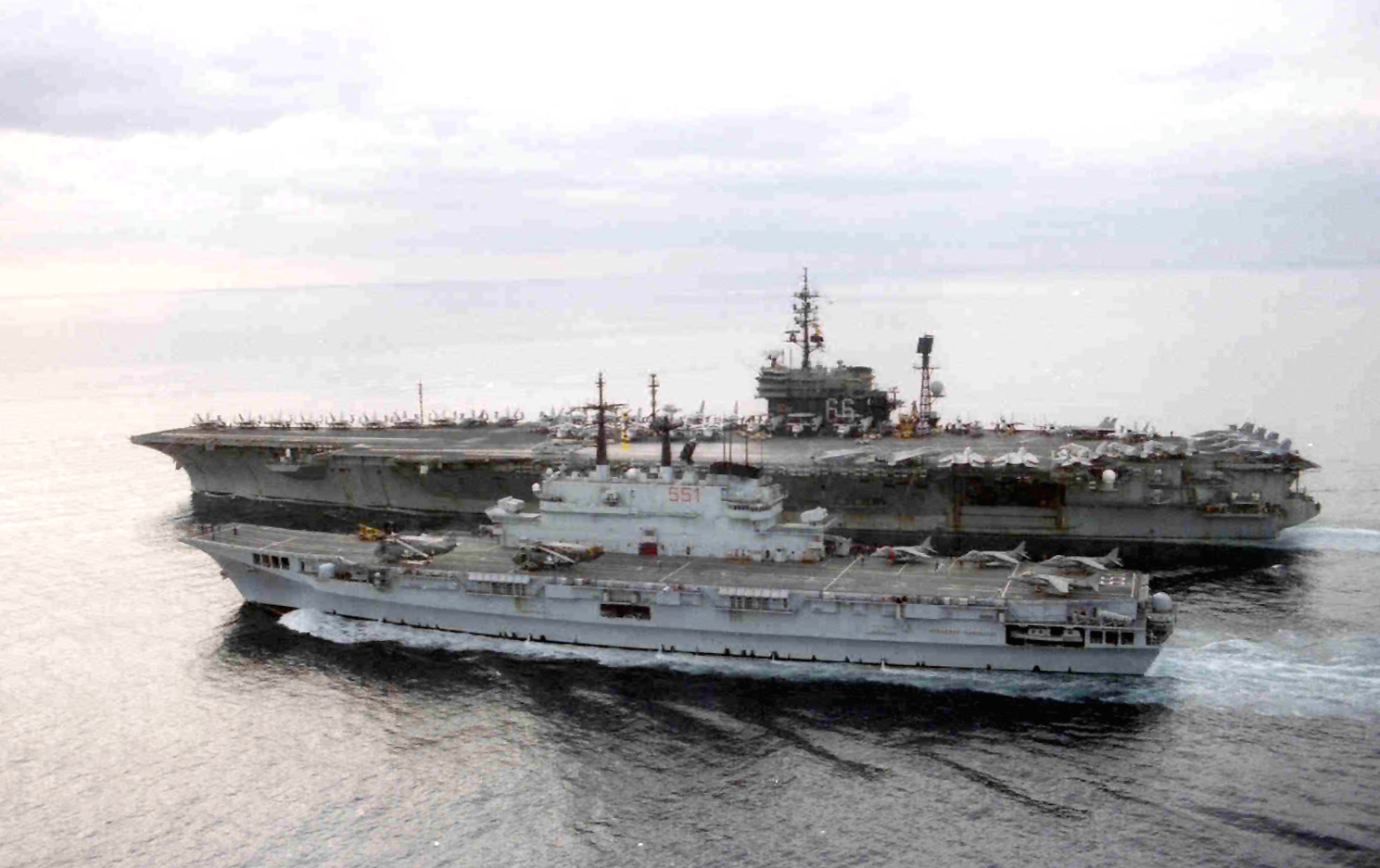
El C 551 (más cercano) navegando junto al USS America en el transcurso de unas maniobras en el Adriático

Este portaaviones está especializado en lucha antisubmarina (ASW, siglas en inglés) y debido a su pequeño desplazamiento (10 000 tm en vacío) como su completo arsenal de ataque y defensa, podría clasificarse también como crucero de cubierta corrida.
El C 551 fue diseñado para operaciones STOVL (Short Take Off and Vertical Landing- despegue corto y aterrizaje vertical), con las aeronaves McDonnell Douglas AV-8B Harrier II compradas a los estadounidenses, aunque estas no fueran adquiridas hasta 1989. Para dichas operaciones dispone de una Ski-jump, o rampa de lanzamiento, ubicada a proa, que ayuda a los aviones durante el despegue a ganar más metros de altura respecto al mar sin perder demasiada sustentación.
La planta motriz del barco, compuesta por cuatro turbinas de gas FIAT construidas bajo licencia de General Electric, proporcionan 81.000 caballos de vapor (60 MW) y una velocidad máxima que supera los 30 nudos.
Los sistemas antiaéreos de alcance medio Selenia Aspide (derivados del estadounidense AIM-7 Sparrow), y los misiles antibuque Teseo Otomat presentes en la nave, proporcionan un alto índice de supervivencia en combate y prescindir de gran parte de las escoltas.